# 鈴木優 (プロ雀士)
鈴木 優（すずき ゆう、1981年〈昭和56年〉9月13日 - ）は、愛知県豊橋市出身の競技麻雀のプロ雀士。最高位戦日本プロ麻雀協会所属。Mリーグ・U-NEXT Pirates所属。
地方在籍者として初の最高位を獲得した経歴を持つ。

## 略歴
父親がギャンブルで浪費して母親が泣いていたため、麻雀はやらないと決めていたが、高校の修学旅行の時に麻雀で遊んでいた1人が寝てしまい、代わりに誘われたのがきっかけで井出洋介の麻雀入門書を10分読んで麻雀を始める。当然のように負けたが負けず嫌いなため麻雀戦術書を買ってファミコンのゲームで学んだり、父親から教わった。高校卒業後は全自動麻雀卓のあるアルバイト仲間の家に集まるようになり麻雀にのめり込んでいった。フリー雀荘に誘われてからは、フリー雀荘に通うようになり、1単位も取らないで大学を退学して、雀荘のメンバーになった。
2002年、最高位戦日本プロ麻雀協会のプロ試験に合格し、豊橋市の雀荘メンバーを辞めて上京。沖野立矢の紹介で、高田馬場の雀荘「もでるず」のメンバーとなり、根本佳織、茅森早香らと共に働いた。この時の出会いが自身の麻雀を基本から見直すきっかけとなると共に地元にマナーの良い雀荘をつくりたいという思いが芽生え、沖野が「もでるず」を辞めたタイミングで鈴木も「もでるず」を辞め、2006年9月、豊橋に戻り、雀荘「麻雀　ばとるふぃ～るど」をオープン。雀荘の経営に集中するため、最高位戦を一時退会した。
2008年、第19期麻雀最強戦ファイナルではアマチュアの資格で参加し決勝まで進出したものの、張敏賢に敗れた。この試合をきっかけに「最強戦の申し子」と呼ばれるようになる。
豊橋で雀荘を始めて数年後、「麻雀を教えてください」とメッセージを送り、鈴木の雀荘で働くようになった魚谷侑未の麻雀を真剣に勉強する姿勢に感化され、プロ雀士に復帰することを決意。9年のブランクを経て、2011年に最高位戦日本プロ麻雀協会に再入会した（第36期）。
2012年、麻雀最強戦2012の全日本プロ選手権で優勝した。ファイナルを目指すも、ベスト16で敗退した。
2016年、最高位戦日本プロ麻雀協会東海支部の立ち上げに助力。のちに支部長になった。
2021年、A1リーグ初年度で最高位決定戦に進出し、最高位も獲得。
インタビューでは「オカあり、赤ありも得意です。」とMリーグ入りをアピールした。
2022年7月11日、Mリーグ2022-23ドラフトにてU-NEXT Piratesが1巡目に指名。同26日、U-NEXT Piratesと契約を締結した。活動拠点を東京に移すことを決め、同28日に雀荘「麻雀　ばとるふぃ～るど」を閉店した。最高位戦東海支部長のポストも2024年に小池諒に譲っている。
2023-24シーズンではリーグ新記録の個人5連勝を飾り、個人スコア賞（MVP）を獲得した。

## 人物
- 攻撃的な打ち筋からつけられたMリーグでのキャッチフレーズは「戦闘民族」[10]。
- 既婚者で、娘が二人いる[4]。
- 接客や対応がとても柔和だが、鈴木の雀荘で一緒に働いていた魚谷侑未も認める「外面十段」の異名を持つ[11]。
- 食べ物の好き嫌いが激しく、仲林圭がその一部[注 3]を語っている。ちなみに鈴木優の妻によれば「お子さまランチに入ってるものは大体好き」と証言している。
- 偏食であることからか食に関しての知識が疎いことがしばしば言及されている[注 4]。
- 好きなアーティストはAcid Black Cherry。カラオケでもよく歌い、ボーカルであるyasuを「神」と崇拝しているほどの熱狂的ファン。ちなみに優自身のXのアカウントやネット麻雀のプレイヤーネームにある「ABC」は、Acid Black Cherryに由来している。

## Mリーグ成績
| シーズン | チーム         | 半荘 | 個人スコア | 個人スコア | 個人スコア | 最高スコア | 最高スコア | 4着回避率 | 4着回避率 | 連対率 | トップ率 | 平均 着順 | 1着 | 1.5 | 2着 | 2.5 | 3着 | 3.5 | 4着 | 参照   |
| シーズン | チーム         | 半荘 | Pt         | 順位       | 平均       | 点         | 順位       | 率        | 順位      | 連対率 | トップ率 | 平均 着順 | 1着 | 1.5 | 2着 | 2.5 | 3着 | 3.5 | 4着 | 参照   |
| -------- | -------------- | ---- | ---------- | ---------- | ---------- | ---------- | ---------- | --------- | --------- | ------ | -------- | --------- | --- | --- | --- | --- | --- | --- | --- | ------ |
| 2022-23  | U-NEXT Pirates | 24   | ▲92.8      | 20/32      | ▲3.9       | 46,600     | 28/32      | 0.8750    | 2/32      | 50.0%  | 12.5%    | 2.50      | 3   | 0   | 9   | 0   | 9   | 0   | 3   | [ 16 ] |
| 2023-24  | U-NEXT Pirates | 27   | 437.7      | 1/36       | 16.2       | 67,300     | 9/36       | 0.8889    | 2/36      | 55.6%  | 40.7%    | 2.15      | 11  | 0   | 4   | 0   | 9   | 0   | 3   | [ 17 ] |
| 2024-25  | U-NEXT Pirates | 23   | 180.8      | 10/36      | 7.9        | 68,800     | 9/36       | 0.8261    | 11/36     | 56.5%  | 30.4%    | 2.28      | 7   | 1   | 5   | 0   | 6   | 0   | 4   | [ 18 ] |
| 通算     | 通算           | 74   | 525.7      | 525.7      | 7.1        | 68,800     | 68,800     | 86.5%     | 86.5%     | 54.1%  | 28.4%    | 2.30      | 21  | 1   | 18  | 0   | 24  | 0   | 10  |        |

- 個人賞は規定打荘数（20半荘）以上の選手が対象
- 着順の1.5、2.5、3.5は1着同着、2着同着、3着同着

| シーズン               | チーム                 | 半荘                   | 個人スコア             | 個人スコア             | 最高スコア             | 4着回避率              | 連対率                 | トップ率               | 平着                   | 1着                    | 1.5                    | 2着                    | 2.5                    | 3着                    | 3.5                    | 4着                    |                        |
| シーズン               | チーム                 | 半荘                   | Pt                     | 平均                   | 最高スコア             | 4着回避率              | 連対率                 | トップ率               | 平着                   | 1着                    | 1.5                    | 2着                    | 2.5                    | 3着                    | 3.5                    | 4着                    |                        |
| セミファイナルシリーズ | セミファイナルシリーズ | セミファイナルシリーズ | セミファイナルシリーズ | セミファイナルシリーズ | セミファイナルシリーズ | セミファイナルシリーズ | セミファイナルシリーズ | セミファイナルシリーズ | セミファイナルシリーズ | セミファイナルシリーズ | セミファイナルシリーズ | セミファイナルシリーズ | セミファイナルシリーズ | セミファイナルシリーズ | セミファイナルシリーズ | セミファイナルシリーズ | セミファイナルシリーズ |
| ---------------------- | ---------------------- | ---------------------- | ---------------------- | ---------------------- | ---------------------- | ---------------------- | ---------------------- | ---------------------- | ---------------------- | ---------------------- | ---------------------- | ---------------------- | ---------------------- | ---------------------- | ---------------------- | ---------------------- | ---------------------- |
| 2022-23                | U-NEXT Pirates         | 7                      | 60.8                   | 8.7                    | 48,300                 | 71.4%                  | 71.4%                  | 28.6%                  | 2.29                   | 2                      | 0                      | 3                      | 0                      | 0                      | 0                      | 2                      |                        |
| 2023-24                | U-NEXT Pirates         | 7                      | 94.6                   | 13.5                   | 45,200                 | 100%                   | 85.7%                  | 14.3%                  | 2.00                   | 1                      | 0                      | 5                      | 0                      | 1                      | 0                      | 0                      |                        |
| 2024-25                | U-NEXT Pirates         | 5                      | 236.3                  | 47.3                   | 80,700                 | 100%                   | 80.0%                  | 60.0%                  | 1.60                   | 3                      | 0                      | 1                      | 0                      | 1                      | 0                      | 0                      |                        |
| セミファイナル通算     | セミファイナル通算     | 19                     | 391.7                  | 20.6                   | 80,700                 | 89.5%                  | 78.9%                  | 31.6%                  | 2.00                   | 6                      | 0                      | 9                      | 0                      | 2                      | 0                      | 2                      |                        |
| ファイナルシリーズ     |                        |                        |                        |                        |                        |                        |                        |                        |                        |                        |                        |                        |                        |                        |                        |                        |                        |
| 2023-24                | U-NEXT Pirates         | 4                      | 29.8                   | 7.5                    | 54,600                 | 75.0%                  | 50.0%                  | 50.0%                  | 2.25                   | 2                      | 0                      | 0                      | 0                      | 1                      | 0                      | 1                      |                        |
| 2024-25                | U-NEXT Pirates         | 6                      | 166.5                  | 27.8                   | 81,900                 | 100%                   | 66.7%                  | 33.3%                  | 2.00                   | 2                      | 0                      | 2                      | 0                      | 2                      | 0                      | 0                      |                        |
| ファイナル通算         | ファイナル通算         | 10                     | 196.3                  | 19.6                   | 81,900                 | 90.0%                  | 60.0%                  | 40.0%                  | 2.10                   | 4                      | 0                      | 2                      | 0                      | 3                      | 0                      | 1                      |                        |
| ポストシーズン通算     | ポストシーズン通算     | 29                     | 588.0                  | 20.3                   | 81,900                 | 89.7%                  | 72.4%                  | 34.5%                  | 2.03                   | 10                     | 0                      | 11                     | 0                      | 5                      | 0                      | 3                      |                        |

## 獲得タイトル
- 麻雀最強戦2012 全日本プロ代表戦優勝
- 最高位（第46期）
- 麻雀日本シリーズ2022 優勝
- Mリーグ 2023-24シーズン MVP
- 麻雀日本シリーズ2024 優勝

## 出演

### ウェブテレビ
- おしえて!パイレーツ（YouTube・U-NEXTチャンネル）

## 書籍

### 著書
- 『1秒で見抜くヤバい麻雀心理術』（2017年3月22日、竹書房）ISBN 978-4801910256
  - 『フルカラー改訂版 1秒で見抜く麻雀心理術』（2022年12月14日、竹書房）ISBN 978-4801933910
- 海賊の麻雀 勝率を上げる技術と思考（小林剛、瑞原明奈、仲林圭との共著）（2023年6月13日、池田書店）ISBN 978-4262108315
- 麻雀攻撃特化の書（沖中祐也(ZERO)との共著）（2024年9月6日、竹書房）ISBN 978-4801941137